# 옻독
옻독(poison ivy rash)은 우루시올에 노출되었을 때 알레르기성 발진이 일어나는 것이다. 우루시올은 옻나무, 독담쟁이, 독참나무, 독옻나무, 망고 등 옻나무과 식물들에 풍부하게 함유되어 있으며, 그 이름 자체가 일본어로 옻나무를 뜻하는 "우루시"에서 비롯되었다.